# 东亚传统度量衡
东亚传统度量衡，通称度量衡，指源于中国而广泛应用于东亚各国的传统计量体系。日本多称为尺貫法，也称尺间法，其中“尺”为东亚通用的长度单位，“贯”在日本为重量单位，“间”为日本长度单位。受日本称法影响，朝韩的传统计量体系，也被称为“尺斤法”（척근법），其中“斤”为东亚通用的重量单位。

## 历史

### 中国

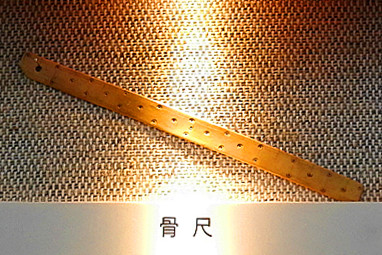
汉代骨尺

在古代，计量体系也被称为“度量衡”，“度”指长度，“量”指容量，“衡”指重量。中国古代独立构建了自己的计量体系，而周边的朝韩日越等国计量体系的形成则深受中国影响。日常生活离不开物件的计量，史前人类根据人体器官来确定长度标准，作为长度单位的“步”、“拃”、“指”等至今仍在汉语地区日常生活中使用。
《大戴礼记·五帝德》记载黄帝时设置有衡、量、度、亩、数，谓之“五量”。《尚书·舜典》说舜“同律度量衡。”《史记》中记载“禹，左准绳，右规矩”“身为度，称以出。”就是说禹以自己身体的一些尺寸为标准，订立计量制度。由于多为后人追述，传说成分居多。
早在夏商时期，中国人的度量衡已经从萌芽进步到了相关制度的初步建立。商周时期，计量工具及其管理已比较完备，初步建立了度量衡体系。中央和地方都设有专职的官吏，负责度量衡标准器的颁发、检定和使用。在出土的商周文物资料中，计量单位不乏多见，如发现的甲骨文记载“其礻登新鬯二升，一卣”等。
春秋时期，随着井田制的破坏和私田的大量出现，各诸侯国相继改征田赋，对度量衡的需求日增，计量制度也渐趋完备。战国时期，度量衡的应用更为广泛，制度也趋统一，如田氏代齐之后，对齐国体积单位进行了改革，并制发了标准量器；公元前356年，秦国商鞅变法，其中也对度量衡进行了改革，行“平斗桶、权衡、丈尺”之法，并制发了一批标准器。
秦灭六国一统天下，延续了秦国时的度量衡制度，并用法律形式统一了全国的度量衡制度。规定皇帝亲自颁布统一度量衡的命令，并将该命令刻在或铸在量器、衡器上，或者刻在铜版上再嵌在量器、衡器上，作为使用凭证；中央制造颁发度量衡标准器，作为各地制作和检定的标准；每年对度量衡器鉴定一次等。秦朝统一度量衡，在巩固了中央集权、促进社会经济发展的同时，对后世的度量衡制度也产生了深远的影响。
汉代基本承袭了秦代的度量衡制度，但也对部分单位进行了改革。三国时期，也基本沿用前代制度，度量衡没有大的变化。
两晋南北朝时，度量衡制度再次走向混乱。从南北朝开始，大小制正式形成，小制沿自秦汉，主要用于调乐律、测日影、定药量以及制作冠冕礼服等，大制则为当时通行。
隋朝统一中国，再次统一度量衡，将前代增大的量值固定下来。使得此时的度量衡都比秦汉时有了明显的增大。唐承隋制，度量衡仅有小的变动，如废铢用两。
唐代以后，直至明清，中国度量衡都相对统一，制度也不断完善。宋代在衡器的精密程度上有很大的发展，发明了戥称，同时将长度单位移于衡制，在最小的重量单位“钱”下，增设了十进位制的分、厘、毫、丝、忽。量制方面，宋代将十斗一斛改为五斗一斛，两斛为石。在形状上，宋将升、斗、斛一律改为截顶方锥形。明代度量衡也有发展，常用尺分为营造尺、裁衣尺和量地尺三个系统，衡器种类有杆秤、天平和精巧的戥子。清代度量衡基本沿用明制。

### 日本
日本度量衡开始有文字记载是中国唐代文化传入的时期。在唐代之前日本的古代度量单位，也均来源于中国，但存在直接进入和经朝鲜半岛转入的区别。唐朝时期，随着中日交流的加深，日本的度量体系全盘唐化。
崇峻天皇时代（中国隋朝），一个名为久比的人从中国带回一套权衡器献给崇峻。舒明天皇时（隋唐时期），日本正式确定了“斗升、斤两”制。孝德天皇“大化革新”时期，日本从政治、经济、文化各方面全面学习唐朝，日本有了最初的度量衡制度，但无论在度量衡单位、检定制度、检定时间、器具的标准，甚至连律法格式都照抄《唐律疏议》中度量衡条目。

## 单位

### 长度
“尺”是东亚长度单位的基础，以此可推出步，从而推出里。唐前一步六尺，之后一步五尺。里有定为三百步，唐后又有第二种三百六十步的。
- 尺
- 步 (单位)
- 里 (长度单位)

以十进制分又可得丈、引、寸、分。
- 引
- 丈
- 尺
- 寸
- 分

1引＝10丈＝100尺＝1000寸＝10000分

### 面积
方尺（平方尺）是东亚面积单位的基础，由此推出步（平方步）再推出亩。以亩又可推出分、厘、毫、顷。请参照營造尺庫平制#地積。
- 顷
- 亩
- 步（平方步）
- 尺（平方尺）

| 时代     | 顷    | 亩   | 步 | 尺 |
| -------- | ----- | ---- | -- | -- |
| 汉代以前 | 43200 | 8640 | 36 | 1  |
| 唐代以前 | 30000 | 6000 | 25 | 1  |
| 唐代以后 | 60000 | 6000 | 25 | 1  |

### 体积
体积单位的基础据《汉书·律历志上》说是龠，以1200粒黍米定体积。商鞅开始以标准量器定“升”，再推知其他单位。
- 石
- 斛
- 斗
- 升
- 合（英语：ge (unit)）
- 龠

【宋代以前】1斛＝10斗＝100升＝1000合＝10000龠　【宋代以后】1石＝2斛＝10斗＝100升＝1000合＝10000龠

### 质量
《汉书·律历志上》说原始单位是铢，以百粒黍定质量。秦朝以铜权定义“斤”，再推出其他单位。
- 石
- 钧
- 斤
- 两
- 铢

1石＝4钧＝120斤＝1920两＝46080铢

## 另見
- 中國度量衡